# Carl Leopold Sjöberg
Carl Leopold Sjöberg, född 28 maj 1861 i Gävle, död 26 januari 1900 i Hedemora, var en svensk kompositör, målare och läkare.
Han var son till kamreren Leopold Sebastian Sjöberg och Catharina Constantia Lundström och från 1893 gift med Sofia Carolina Augusta Abelin. Efter medicine kandidat-examen vid Uppsala universitet 1888 och medicine licentiat-examen vid Karolinska institutet 1893 tjänstgjorde han vid olika vårdinrättningar innan han slutligen blev stadsläkare i Hedemora 1894. Sjöberg var kulturellt rikt begåvad och intresserad av litteratur, musik och konst och har efterlämnat åtskilliga kompositioner och var samtidigt en nitisk befrämjare av musiklivet i Hedemora. Som målare målade han landskapsskildringar där ett av hans mest kända verk består av ett Dalalandskap med vattenfall, som kompositör är han mest känd för Tonerna.